# Muscaliet

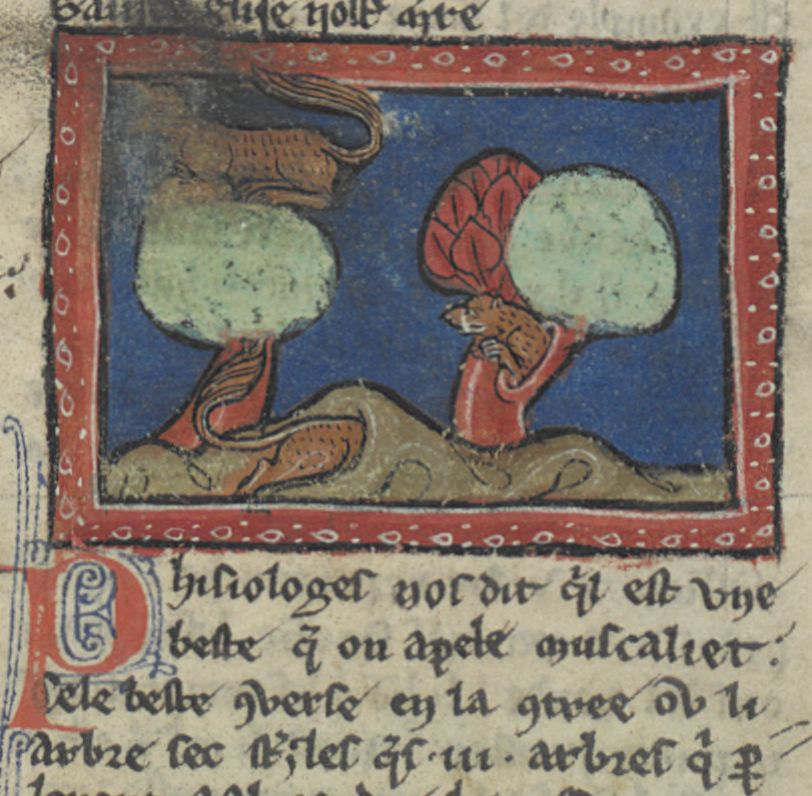
Des muscaliets dans un ouvrage du XIII.

Le muscaliet est un animal des bestiaires médiévaux,.

## Description
Le Bestiaire de Pierre de Beauvais, datant du XIIe siècle, comprend une description de l'animal qui a le corps d'un lièvre (mais plus petit), les pattes et la queue d'un écureuil, les oreilles d'une belette et le museau d'une taupe. Il a des dents de sanglier et sa peau est touffue comme celle d'un porc. Il grimpe aux arbres et saute de branche en branche à l'aide de sa queue. Lorsqu'il grimpe dans un arbre, la muscaliet détruit le feuillage et les fruits. Sous les racines d'un arbre, il fait son nid. Sa chaleur naturelle fait que l'arbre se dessèche et meurt : « L'arbre représente un humain ; ses feuilles et ses fleurs sont les bonnes actions, et ses fruits sont l'âme. Mais le muscaliet est l'Orgueil, ses dents acérées sont les mots tranchants qu'apporte la Cruauté, et ses pieds montrent que la cruauté est tenace. Lorsque l'Orgueil s'installe en nous, prévient Beauvais, il nous pourrit de l'intérieur. »

## Étymologie
En  ancien français, c'est aussi un nom vernaculaire du muscardin, Muscardinus avellanarius,.
Peut-être que le -caliet vient du latin calor et a été choisi pour décrire une créature chaude par nature.
Son nom fait aussi penser au musquelibet (une  créature de la taille d'un chevreuil, dotée d'une excroissance qui produit du musc) du Charme de la nature de , une adaptation en moyen néerlandais par Jacob van Maerlant du Liber de natura rerum, une encyclopédie sur tout ce que l'on peut trouver dans la nature, compilée dans le deuxième quart du XIIIe siècle par Thomas de Cantimpré avec moins de finesse et d'esprit critique que Vincent de Beauvais. Maerlant lui-même pensait, comme beaucoup à son époque, que le livre avait été écrit par le grand savant allemand Albertus Magnus.

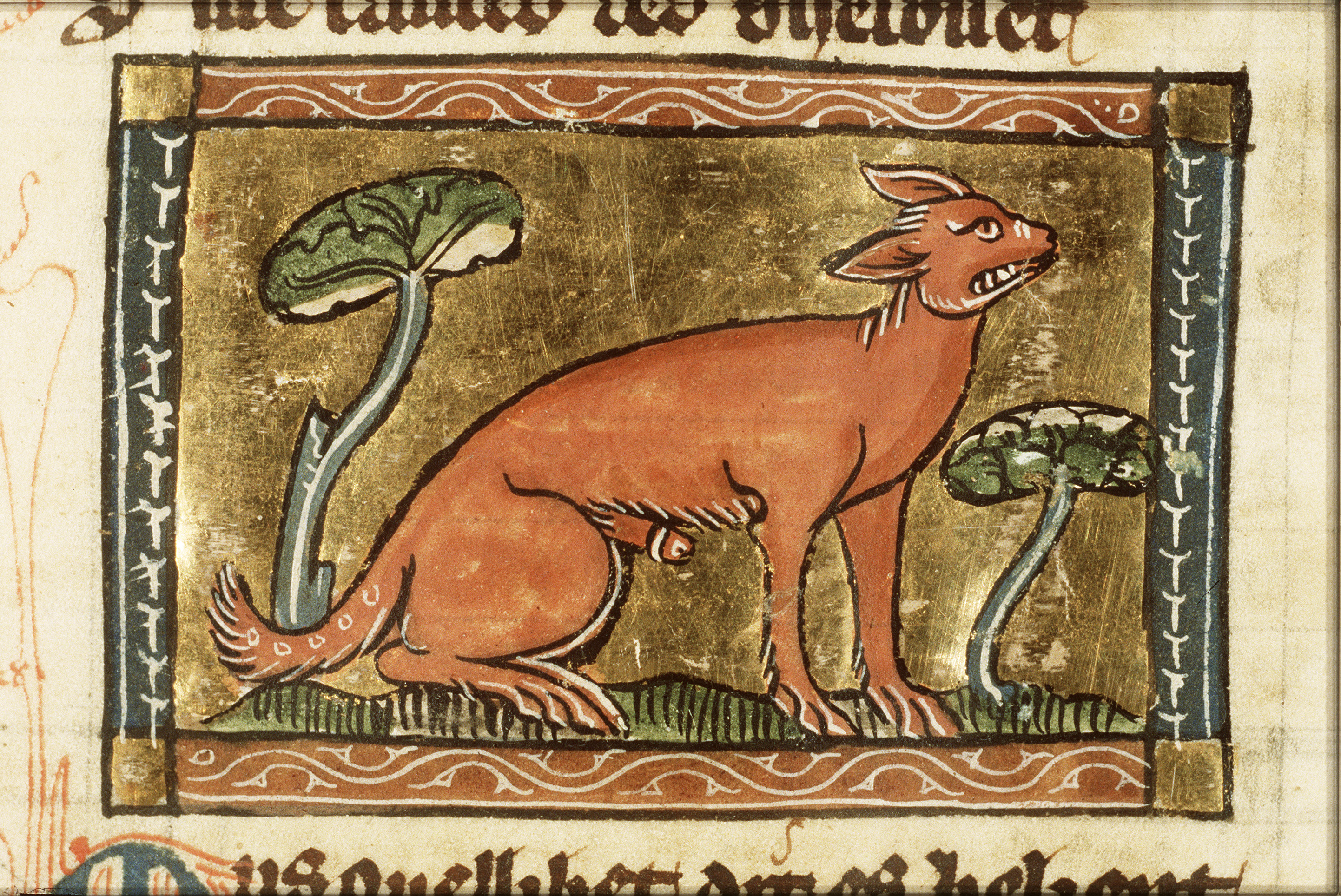
Un musquelibet